# Eucynortula
Genre
Eucynortula est un genre d'opilions laniatores de la famille des Cosmetidae.

## Distribution
Les espèces de ce genre se rencontrent du Mexique au Brésil.

## Liste des espèces
Selon World Catalogue of Opiliones (22/07/2021) :
- Eucynortula albipunctata (Pickard-Cambridge, 1904)
- Eucynortula alboirrorata Caporiacco, 1951
- Eucynortula auropicta Roewer, 1947
- Eucynortula bituberculata (Pickard-Cambridge, 1904)
- Eucynortula lata (Banks, 1909)
- Eucynortula maculosa Goodnight & Goodnight, 1942
- Eucynortula metatarsalis Roewer, 1912
- Eucynortula multilineata Goodnight & Goodnight, 1947
- Eucynortula nannocornuta (Chamberlin, 1925)
- Eucynortula pentapunctata Roewer, 1947
- Eucynortula puer Mello-Leitão, 1943
- Eucynortula rugipes Roewer, 1947
- Eucynortula ypsilon Roewer, 1925

## Publication originale
- Roewer, 1912 : « Die Familie der Cosmetiden der Opiliones-Laniatores. » Archiv für Naturgeschichte, vol. 78, no 10, p. 1–122 (texte intégral).